# Cento amici del libro
L'Associazione Cento Amici del Libro è un sodalizio di amanti del bel libro il cui scopo è quello di realizzare ogni anno un libro illustrato di alta qualità sia sotto l'aspetto della stampa che artistico.
I libri sono riservati ai soci che, in base allo statuto, non possono essere più di 100.

## Storia
L'associazione è nata a Firenze nel 1939 dall'idea di tre amatori del bel libro, Ugo Ojetti, Tammaro De Marinis, Gilberta Serlupi Crescenzi, il cui intento era di risollevare la qualità della stampa del libro italiano, assai decaduta, dopo lo splendore raggiunto in secoli passati.
Un bibliofilo per ognuna delle grandi città italiane si assunse l'incarico di far conoscere l'iniziativa e raccogliere iscrizioni riproponendo, pur con altro spirito, il fenomeno delle sottoscrizioni librarie in uso dal secolo XVIII.
Sodalizi di questo genere già esistevano in Europa, in Italia fu il primo e si avvalse per la realizzazione dei libri dell'apporto fondamentale di Giovanni Mardersteig per ben 37 anni. 
Il primo volume pubblicato in 120 esemplari sotto la guida di questo grande tipografo fu “L'Aminta” del Tasso con sette acqueforti di Francesco Chiappelli.
I primi tre presidenti dell'Associazione furono scrittori di fama: Ugo Ojetti dal 1939 al 1946, Giulio Caprin dal 1947 al 1952 e Bino Sanminiatelli dal 1953 al 1976.
Nel 1979 la sede della società fu trasferita da Firenze a Milano sotto la presidenza di Alberto Falck, che guidò l'associazione per 27 anni fino alla sua improvvisa scomparsa nel 2003.  Questo tragico evento indusse i soci ad adeguare lo statuto, nella continuità degli scopi originari, alle mutate esigenze di natura societaria e gestionale. Il nuovo consiglio direttivo elesse presidente Paolo Tirelli, a lui successe Gaetano Fermani nel 2012; dal maggio 2013 l'associazione è presieduta da Laura Persico Tirelli.
Nel corso degli anni, i Cento Amici del Libro hanno pubblicato 47 volumi di alto contenuto letterario e artistico, stampati dai migliori tipografi. Tutte le edizioni comprendono testi di noti scrittori e poeti, molti dei quali sono inediti come le poesie di Mario Luzi, Eugenio De Signoribus, Andrea Zanzotto, Maria Luisa Spaziani. Hanno collaborato alla realizzazione dei volumi famosi artisti italiani e stranieri, da Pietro Annigoni, Fausto Melotti, Renato Guttuso, Arnaldo Pomodoro, Mimmo Paladino, Walter Valentini, Emilio Isgrò, Gérard Titus-Carmel, Tullio Pericoli, Joe Tilson , solo per citarne alcuni.
In sostanza le opere dei Cento Amici del Libro offrono uno spaccato dell'arte italiana degli ultimi settant'anni.

## Libri realizzati per i soci
- Torquato Tasso, Francesco Chiappelli - Aminta (1939)
- Francesco Redi, Pietro Annigoni - Bacco in Toscana e Arianna inferma (1940)
- Marco Aurelio Antonino, Bruno Croatto - Ricordi (1941)
- Aldo Palazzeschi, Gianni Vagnetti - Stampe dell'Ottocento (1942)
- Pietro Pancreazi, Bruno Bramanti - L'Esopo moderno (1947)
- Ugo Ojetti, Pietro Annigoni - La mora (1941)
- Apuleio, Aldo Salvadori - La favola di Amore e Psiche nuovamente tradotta (1951)
- Dario Viterbo - Il libro di Tobia (1952)
- Guido Gozzano, Renato Cenni - Liriche scelte da “I colloqui”(1954)
- Angelo Poliziano, Renato Guttuso - Dalla congiura dei Pazzi (1955)
- Nicolò Machiavelli, Amerigo Bartoli - La Mandragola (1957)
- Giovanni Pascoli, Arnoldo Ciarrocchi - Tre poemetti latini (1959)
- Dario Cecchi - Sette novelle montalesi (1960)
- Domenico di Giovanni detto il Burchiello, Mino Maccari - Sonetti (1962)
- Italo Svevo, Giacomo Porzano - Senilità (1964)
- Italo Zetti - Novella del grasso legnaiuolo (1965)
- Leonardo Sinisgalli, Orfeo Tamburi - Cineraccio (1966)
- Guido Nobili, Alberto Manfredi - Memorie lontane (1969)
- Gentile Sermini, Carlo Mattioli - Cinque novelle (1970)
- Leon Battista Alberti, Pietro Annigoni - Rime amorose e morali (1971)
- Gabriele D'Annunzio, Riccardo Tommasi - Liriche tratte dall'Alcione (1974)
- Vittorio Sereni, Ruggero Savinio - Stella variabile (1979)
- Bonvesin da la Riva, Franca Ghitti - De cruce (1982)
- Leonardo Sciascia, Bruno Caruso - Il mare colore del vino (1984)
- Carlo Emilio Gadda, Mino Maccari - Un “ concerto” di centoventi professori (1985)
- William Butler Yeats, Fausto Melotti - Poems (1986)
- Riccardo Bacchelli, Luciano Minguzzi - Il brigante di Tacca del Lupo (1988)
- Giovanni Battista Della Porta, Fabrizio Clerici - Della fisonomia dell'uomo (1990)
- Giovanni Rajberti, Isa Pizzoni - Sul gatto (1991)
- Publio Cornelio Tacito, Floriano Bodini - La Germania (1993)
- Carlo Emilio Gadda, Franco Rognoni - Un fulmine sul 220 (1994)
- Gabriele D'Annunzio, Ercole e Luca Pignatelli - Da “Le città del silenzio” (1995)
- Il cantico dei cantici, Aldo Salvadori - Il cantico dei cantici (1996)
- Umberto Saba, Sandro Martini - Preludio e canzonette (1999)
- Clemente Rebora, Enrico Della Torre - Canti anonimi (2000)
- Camillo Sbarbaro, Giulia Napoleone - Rimanenze (2001)
- Emilio Villa, Arnaldo Pomodoro - Sette frammenti da L'Arte dell'uomo primordiale (2004)
- Lucio Piccolo, Mimmo Paladino - Canti barocchi (2005)
- Mario Luzi, Walter Valentini - Vetrinetta accidentale (2005)
- Emilio Isgrò - I cinque Isgrò (2006)
- Eugenio De Signoribus, Nino Ricci - L'acqua domestica (2007)
- Jacopo Ricciardi, Pietro Cascella - Scheggedellalba (2008)
- Yves Bonnefoy, Gérard Titus-Carmel - Deux scènes (2009)
- Carlo Gozzi, Tullio Pericoli - La semplice in cerca di spirito (2010)
- Andrea Zanzotto, Joe Tilson - Il Vero Tema (2011)
- Marialuisa Spaziani, Gabriella Benedini - Non si riposa il mare (2012)

I Doni dei Presidenti ai Soci:
- Massimo Bontempelli Scarlatti
- Domenico Cavalca, Paolo Stoppa - Sant'Abraam romito e la nipote Maria
- Ugo Ojetti, Mimì Quilici Buzzacchi - Italo Balbo
- Yves Bonnefoy - Pour mieux comprendre Deux Scènes